# Lorca Atlético Club de Fútbol
El Lorca Atlético Club de Fútbol fue un club de fútbol de España de la ciudad de Lorca en la Región de Murcia. Fue fundado en 1996 como Sangonera Atlético Club de Fútbol en la pedanía de Murcia de Sangonera la Verde y en 2010 se trasladó a Lorca. En 2012 desapareció tras descender primero a Tercera y luego a Preferente por impagos.

## Historia
Hasta el año 1996 existían en Sangonera la Verde dos equipos de fútbol: el Sangonera Atlético, fundado en 1975 y manejado por los hermanos Chelines que consigue llegar a militar en Preferente, y el Sangonera CF de los hermanos Espín, fundado en 1992 y que en 1994 asciende a Preferente. En 1994 la pedanía de Murcia cuenta con dos equipos enfrentados en la misma categoría regional. Tras dos campañas con la afición enfrentada entre uno y otro equipo José Ros Mayor consigue convencer a ambas directivas que lo mejor es fusionar ambos clubes en uno sólo. En julio de 1996 se forma el Sangonera Atlético Club de Fútbol. Juan Hernández Martínez fue su primer presidente y se eligió usar camiseta amarilla y pantalón azul. En su primera temporada consiguió el ascenso a Tercera División siendo campeones con la cifra récord de 101 puntos.
En la temporada 1997/98 debutó en Tercera División. Se clasificaron como 3º para disputar la fase de ascenso a Segunda División B. En la liguilla de ascenso fue segundo por detrás del Palamós CF. Tras la temporada varios de los mejores jugadores abandonan el club y en la siguiente (1998/99) casi desciende a Preferente. Aunque el club consiguió mejores clasificaciones, no alcanzó el play-off como en la temoporada del debut. Para la temporada 2001/02 cambió la camiseta amarilla por una azul de mangas amarillas y casi logra clasificarse entre los cuatro primeros, quedando empatado a 80 puntos con el Lorca CF.
En la campaña 2004/05, vistiendo camiseta verdiblanca y pantalones blancos, se proclamó subcampeón del grupo y jugó la eliminatoria de ascenso a Segunda B. Tras eliminar al CD Eldense en semifinales perdió con el CE L'Hospitalet los dos partidos de la final. En la 2006/07 consiguió clasificarse 4º en la última jornada empatando a 0 en casa del AD Mar Menor, que ocupaba hasta ese momento la última posición, lo que daba derecho a la eliminatoria. Es eliminado en semifinales por el Algeciras CF. La 2007/08, tras ser subcampeón de grupo, consiguió el ascenso derrotando al Reus Deportiu y derrotando en la final al CD Toledo.
Debuta en Segunda B en la 2008/09 empatando a 3 en El Mayayo contra el AD Alcorcón. Dirigido por Paco Pliego el Sangonera consiguió un 9º puesto. En la temporada 2009/10 el equipo salva la categoría en la última jornada ganando 1-0 al Écija Balompié. Pero en el plano económico, el club le debía a sus jugadores más de 350.000 €.
En 2010 el Lorca Deportiva atravesó una grave situación económica por la cual su dueño no lo inscribió al equipo en Tercera División y nadie pudo asumir su deuda, por lo cual el empresario Cristóbal Sánchez Arcas registró el Lorca Atlético Club de Fútbol. Su deseo era que el "nuevo" club comenzara en Segunda División B. Para ello intentó negociar con varios clubs murcianos con graves problemas para continuar en la categoría. Tras no fructificar las negociaciones con el Caravaca ni con el Jumilla llegó a un acuerdo para comprar y trasladar el Sangonera Atlético. Cristóbal Sánchez se hizo cargo también de la deuda que el club mantenía con los jugadores.
El 19 de julio llegó la confirmación desde esta y desde la RFEF de que el "nuevo" equipo podría competir en la categoría. El mismo día se anuncia también a Benigno Sánchez Yepes, entrenador lorquino, como primer entrenador del club. El lunes 26 de julio se presentó el club en sociedad, con un presupuesto de 750.000 € y se anunciaron los primeros jugadores. Al día siguiente comienzan los entrenamientos en el Artés Carrasco.
El primer partido, amistoso, se disputó el 12 de agosto en Pulpí contra el Atlético Pulpileño. El centrocampista Roberto Casabella anotó el primer gol de la historia del equipo lorquino. El 15 de agosto ganó el tradicional Trofeo Playa y Sol al Águilas FC por 1-2. El día 28 de agosto debuta en partido oficial ante el Real Betis B con una victoria por la mínima con gol de Jaime.
En la temporada consiguió victorias contra el Cádiz CF en el Ramón de Carranza o contra el Real Murcia. Tras esas victorias el presidente aseguró que el equipo estaba hecho para ascender. Pese a ello la asistencia al estadio era muy baja, no siendo suficiente ni para pagar los costes arbitrales en la mayoría de los partidos. Durante toda la temporada el equipo carece de patrocinadores.
Tras la victoria contra el Real Murcia en Lorca el equipo sólo ganó tres partidos de diecinueve. Tras perder contra el Real Murcia en Nueva Condomina cayó a puestos de descenso. Tras esto el equipo se repuso y venció al UD Almería B y al Yeclano Deportivo, por lo que llegó a la última jornada dependiendo de sí mismo. Tras el terremoto ocurrido el 11 de mayo de 2011 el Francisco Artés Carrasco fue habilitado como campamento y hospital de campaña por la UME y, tras negar la RFEF el aplazamiento del partido, se jugó en la Nueva Condomina de Murcia. La mitad de la recaudación se dona a los afectados por el desastre. No descendió por el empate a dos contra el Unión Estepona y el empate del Real Betis B en Lucena.
En la temporada siguiente el equipo no arranca muy bien. En diciembre, tras los malos resultados, el presidente trata de que el entrenador ceda autoridad para formar un cuerpo técnico de cuatro personas. Tras empatar contra el CF La Unión, Benigno Sánchez dimite como técnico. Tras barajar varios nombres el presidente decide dar el mando al trío formado por Joaquín Arregui (segundo de Benigno), Alonso Parra (preparador físico) y Sergio Embarre (director deportivo). Pese a la marcha de Benigno Sánchez el equipo sigue en caída libre por lo que el presidente se decide a fichar un entrenador, el elegido es José Emilio Galiana. Con el nuevo técnico el equipo apenas consigue quedar en el puesto de promoción de descenso. En el sorteo queda emparejado con el CF Palencia. En el primer partido, en la Nueva Balastera de Palencia, el Lorca pierde por un contundente 2-0. El empate a uno de la vuelta es insuficiente y los blanquiazules terminan en Tercera División.
Con el descenso del equipo empiezan a aflorar los problemas. Se conoce que a los jugadores se les deben dos meses de sueldo y el presidente se niega a pagar. Comienza a rumorearse la desaparición del club al interponer los jugadores sus denuncias en la AFE y no poder siquiera contactar con el presidente para cobrar. El presidente Cristóbal Sánchez condiciona la continuidad del equipo a que el Ayuntamiento de la ciudad subvencione al equipo. Antonio Baños regresa a la actualidad del club, tras salir del mismo a los pocos meses del aterrizaje en Lorca, y se ofrece a ayudar al presidente. Ambos se reúnen con el concejal de Deportes del Ayuntamiento para reclamar una ayuda económica, a lo que el edil se niega ya que el consistorio sólo está dispuesto a fomentar el fútbol base. El día 29 de junio el club desciende a Preferente Autonómica por impagos. El presidente, a través del delegado del club Juan Antonio Egea, asegura que quiere continuar con el equipo en categoría regional aunque no pueda subir por la sanción tras el descenso administrativo. Finalmente el presidente no inscribe al club en Preferente y desaparece.

## Presidentes
| Periodo   | Presidente                  |
| --------- | --------------------------- |
| 1996-1997 | Juan Hernández Martínez     |
| 1997-1998 | Juan Noguera                |
| 1998-1999 | Juan Hernández Martínez     |
| 1999-2000 | Blas Hernández Martínez     |
| 2000-2001 | José Ros Mayor              |
| 2001-2002 | José Hernández Martínez     |
| 2002-2003 | José Ros Mayor              |
| 2003-2004 | Jesús López Bastida         |
| 2004-2005 | José Ros Mayor              |
| 2005-2006 | Jesús López Bastida         |
| 2006-2007 | José Ros Mayor              |
| 2007-2008 | Francisco Sánchez Fernández |
| 2008-2009 | Antonio Hernández Toto      |
| 2009      | José Ros Mayor              |
| 2009-2010 | Vicente Sanmartín           |

| Periodo   | Presidente              |
| --------- | ----------------------- |
| 2010-2012 | Cristóbal Sánchez Arcas |

## Escudo
El escudo del Lorca Atlético incluye algunos de los elementos más representativos de la ciudad:
- El Castillo: En la parte superior del escudo aparece el Castillo de Lorca en color dorado sobre fondo negro. El Castillo es el elemento más representativo de la ciudad de Lorca.

- El Sol: Sobre el Castillo de Lorca se eleva un Sol dorado. La ciudad es conocida popularmente como la ciudad del Sol.

- Las rayas blanquiazules: Los colores del club están distribuidos en cinco líneas verticales azules y cuatro blancas en la parte inferior del escudo.

## Uniforme
- Uniforme titular: Camiseta blanquiazul, pantalón azul, medias azules.
- Uniforme alternativo: Camiseta roja, pantalón rojo, medias rojas.

### Evolución del uniforme
| 1996 - 2001 | 2001 - 2002 | 2002 - 2004 | 2004 - 2010 | 2010 - 2012 |

### Indumentaria y patrocinador
Las siguientes tablas detallan cronológicamente las empresas proveedoras de indumentaria y los patrocinadores que ha tenido el Lorca Atlético desde su traslado a Lorca:
| Periodo   | Proveedor  |
| --------- | ---------- |
| 2010-2012 | Daen Sport |

| Periodo   | Patrocinador |
| --------- | ------------ |
| 2010-2012 | Ninguno      |

## Estadio
El Estadio Francisco Artés Carrasco se encuentra en el Complejo Deportivo Ciudad de Lorca, situado en la diputación lorquina de La Torrecilla y cuenta con un aforo de 8.094 espectadores.
Se inauguró oficialmente el día 5 de marzo de 2003 con la disputa de un partido amistoso entre el Lorca Deportiva CF y el FC Barcelona. El primer partido oficial disputado en el nuevo estadio fue un derby entre el Lorca Deportiva y el Águilas CF el 19 de marzo de 2003.
El Complejo Deportivo Ciudad de Lorca cuenta también con varios campos anexos, el Juan Martínez Casuco y el José Miñarro, utilizados para entrenamientos y partidos del fútbol base.
Hasta 2010, cuando el club jugaba en Sangonera la Verde como Sangonera Atlético, jugaba sus partidos en el Estadio Municipal El Mayayo con capacidad para 1.200 espectadores.

## Datos del club
- Temporadas en Primera División: 0
- Temporadas en Segunda División: 0
- Temporadas en Segunda División B: 4 (Incluyendo la 2011/12)
- Temporadas en Tercera División: 11
- Temporadas en Preferente Autonómica: 1
- Temporadas en Primera Autonómica: 0
- Temporadas en Segunda Autonómica: 0
- Mayor goleada conseguida:.
  - En campeonatos nacionales: Sangonera Atlético 9-2 Caravaca CF
- Mayor goleada encajada:.
  - En campeonatos nacionales: Lorca Atlético 0-4 Cádiz CF
- Mejor puesto en la liga: 2.º en Tercera División en la temporada 2007/08.
- Peor puesto en la liga: 16.º en Tercera División en la temporada 1998/99.

### Trayectoria histórica
| Temporada | Categoría              | Posición | Copa del Rey | Copa FFRM | Promoción       |
| --------- | ---------------------- | -------- | ------------ | --------- | --------------- |
| 1996/97   | Territorial Preferente | 1º       | -            | -         | -               |
| 1997/98   | Tercera División       | 3º       | -            | -         | 2º del Grupo C3 |
| 1998/99   | Tercera División       | 16º      | -            | -         | -               |
| 1999/00   | Tercera División       | 14º      | -            | -         | -               |
| 2000/01   | Tercera División       | 7º       | -            | -         | -               |
| 2001/02   | Tercera División       | 5º       | -            | -         | -               |
| 2002/03   | Tercera División       | 5º       | -            | -         | -               |
| 2003/04   | Tercera División       | 10º      | -            | -         | -               |
| 2004/05   | Tercera División       | 2º       | -            | -         | Final           |
| 2005/06   | Tercera División       | 5º       | -            | -         | -               |
| 2006/07   | Tercera División       | 4º       | -            | -         | Semifinales     |
| 2007/08   | Tercera División       | 2º       | -            | -         | Ascenso         |
| 2008/09   | Segunda División B     | 9º       | -            | -         | -               |
| 2009/10   | Segunda División B     | 12º      | -            | -         | -               |

| Temporada | Categoría          | Posición | Copa del Rey | Copa FFRM | Promoción          |
| --------- | ------------------ | -------- | ------------ | --------- | ------------------ |
| 2010/11   | Segunda División B | 15º      | -            | -         | -                  |
| 2011/12   | Segunda División B | 16º      | -            | 1ª Ronda  | Pierde el Play-out |

|  | Campeón.               |
|  | Ascenso directo.       |
|  | Promoción de ascenso.  |
|  | Promoción de descenso. |
|  | Descenso directo.      |

## Entrenadores

### Cronología de los entrenadores
| Periodo   | Presidente              |
| --------- | ----------------------- |
| 1996-2003 | Desconocido             |
| 2002-2003 | Juan Francisco Alcoy    |
| 2003-2006 | Desconocido             |
| 2006-2007 | Fernando Maestre        |
| 2007-2009 | Paco Pliego Ángel Pérez |
| 2009-2010 | Rafa Muñoz              |

| Periodo   | Presidente          |
| --------- | ------------------- |
| 2010-2011 | Benigno Sánchez     |
| 2011-2012 | Joaquín Arregui     |
| 2012      | José Emilio Galiana |

## Otras secciones y filiales

### Equipo filial
El Lorca Atlético contaba con un filial en Segunda Autonómica, fundado en 2011 con la idea de suministrar jugadores al primer equipo. Durante la temporada 2009/10 el Puente Tocinos fue el filial del club, entonces Sangonera Atlético. En el verano de 2011 el club llegó a un acuerdo con el Atlético Pulpileño, pero se rompió a los pocos días por diferencias entre ambos clubes.

#### Entrenadores
| Periodo   | Entrenador     |
| --------- | -------------- |
| 2011-2012 | Salvador Román |

#### Trayectoria histórica
| Temporada | Categoría          | Posición |
| --------- | ------------------ | -------- |
| 2011/12   | Segunda Autonómica | 3º       |

### Fútbol Base
El Lorca Atlético sólo contaba con un equipo de fútbol base, el equipo juvenil, ya que la Federación Española obliga a los equipos de la Segunda División B a tener al menos un juvenil. Para el resto de categorías base el club tenía un acuerdo con el Lorca Fútbol Base.

## Palmarés

### Torneos nacionales
- Preferente Autonómica (1): 1996/97.
- Subcampeón del Grupo XIII de la Tercera División (2): 2004/05, 2007/08.

### Torneos amistosos
- Trofeo Playa y Sol (2): 2010[16] y 2011.[41]

## Afición
Las siguientes tablas detallan cronológicamente la evolución del número de abonados y de la asistencia media al estadio que ha tenido el Sangonera Atlético desde su fundación:
| Temporada | Nº abonados |
| --------- | ----------- |
| 1996-2009 | Desconocido |
| 2009/10   | 700         |
| 2009/10   | 550         |

Las siguientes tablas detallan cronológicamente la evolución del número de abonados y de la asistencia media al estadio que ha tenido el Lorca Atlético desde su traslado a Lorca:
| Temporada | Nº abonados |
| --------- | ----------- |
| 2010/11   | 402         |
| 2011/12   | 410         |

| Temporada | Media espectadores |
| --------- | ------------------ |
| 2010/11   | 561                |
| 2011/12   | 612                |